# Agregación de enlaces
La agregación de enlaces, o IEEE 802.3ad, es un término que indica el establecimiento de una red de datos que describe cómo utilizar varios enlaces Ethernet full-dúplex en la comunicación entre dos equipos, repartiendo el tráfico entre ellos. Se empezó a conocer a través de la empresa Kalpana, pero hoy son muchos los fabricantes que ofrecen esta funcionalidad para todas las velocidades de Ethernet. La mayoría de las implementaciones actuales se adecúan al apartado 43 del estándar de IEEE 802.3, designada informalmente como “802.3ad”.
Trunking o la agregación de enlaces es una manera económica de instalar una red de alta velocidad más rápida de lo que permita un solo puerto o dispositivo de la tecnología de que se disponga. Básicamente consiste en agrupar varios dispositivos que trabajan simultáneamente a su velocidad máxima como si fuera un único enlace de mayor capacidad. Esto también resuelve los problemas de enrutamiento que causa el tener varios caminos al mismo destino ya que a nivel de red el grupo de enlaces se presenta como un único enlace de mayor capacidad. La agregación de enlace permite que la velocidad de los enlaces de la red crezca incrementalmente como respuesta a una demanda creciente en el uso de la red sin tener que sustituir el hardware actual por otra tecnología más rápida y, posiblemente, más costosa.
Para la mayoría de las instalaciones, es común instalar más medios (fibra óptica y par trenzado) de lo estrictamente necesario. Se hace esto porque el coste de la mano de obra de instalación es mucho más alto que el del cable y evita volver a instalar más medios de transmisión ante un aumento de las necesidades de la red. La agregación de enlaces permite usar estos cables adicionales para aumentar la velocidad de los enlaces con un coste mínimo. En junio de 2006, salieron al mercado equipos de red Ethernet a 10Gbps pero con precios bastante elevados. Con el trunking, se pueden conseguir hasta 8 Gbps a un precio más reducido.

## Tamaño del ancho de banda
El trunking se convierte en una tecnología ineficaz más allá de cierto tamaño de banda, dependiendo del número total de puertos en el equipo del interruptor. Los 24 interruptores del Gigabit con dos enlaces de 8 Gigabites están utilizando dieciséis de sus puertos disponibles apenas para los dos enlaces, y salen de solamente ocho de sus puertos de 1 Gigabit para otros dispositivos. Esta misma configuración en un interruptor de puerto del Gigabit 48 deja 32 puertos de 1 Gigabit disponibles, y así que es mucho más eficiente (suponiendo por supuesto que esos puertos son realmente necesarios en la localización el interruptor).
Cuando el 40-50% de los puertos del interruptor se está utilizando para el trunking, el aumento a un interruptor con más puertos o una velocidad de funcionamiento base más alta puede ser una opción mejor que simplemente agregando más interruptores, especialmente si el viejo interruptor se puede reutilizar por otra parte en una pieza crítica del funcionamiento de la [Red de computadoras|red].

## Agregación de enlaces de las tarjetas de interfaz de la red
La agregación de enlaces no sólo puede ser realizada por un conmutador. Las tarjetas de interfaz de la red (NICs) pueden también a veces estar agregadas juntas para formar acoplamientos de red más allá de la velocidad de una sola. Por ejemplo, esto permite que un servidor de archivo central establezca una conexión de 2 Gbps que usan dos NICs agregados juntos a 1 Gbps. El enlace se establece típicamente en el nivel de enlace de datos, de forma transparente para el sistema operativo. Si el trunking se desea para la expansibilidad futura, puede ser una idea asegurarse de que el primer NIC podrá con otros ser agregado al enlace, puede ser más simple comprar NICs nuevos y reutilizar los viejos para otra parte. La vinculación de Ethernet de Linux (trunking) no tiene ningún problema en enlazar NICs de diversos fabricantes mientras el conductor del NIC sea apoyado por el núcleo.